# Charles Brewer-Carías
Charles Brewer-Carías, né en 1938 à Caracas au Venezuela, est un explorateur et naturaliste vénézuélien. Spécialisé dans la Guyane vénézuélienne et notamment ses tepuys, il y a découvert plus de vingt espèces animales et végétales, les grottes du Cerro Autana en 1971, les dolines du Sarisariñama en 1974 et plus récemment les grottes du tepuy Chimantá. Ces découvertes sont réalisées au cours de plus de 200 expéditions.
Le genre de broméliacées Brewcaria, l'espèce de grenouille Anomaloglossus breweri et les grottes Charles-Brewer qu'il a découvert dans le tepuy Chimantá sont nommées en son honneur.